# Phyllis Pearsall
Pour les articles homonymes, voir Pearsall (homonymie).
Phyllis Pearsall, née le 25 septembre 1906 à Dulwich, Londres, et morte le 28 août 1996, est une peintre, aquarelliste et dessinatrice britannique, également cartographe. Elle est plus bien connue pour créant l'atlas de rue de Londres, appelé A to Z (« A à Z »).

## Biographie
Phyllis Pearsall (née Gross) naît le 25 septembre 1906 à Dulwich, Londres. Son père était un immigré hongrois juif, Sandor Grosz, qui a fondé une compagnie de cartographie. Sa mère était une suffragette d'origine irlandaise et italienne, Isabella Crowley.
Elle est la sœur d'Anthony Gross. Elle vit quelque temps en France et certaines de ses toiles sont exposées à Orléans en 1924. Elle retourne à Londres en 1935 et s'installe ensuite à Shoreham-by-Sea dans le Sussex. Elle produit souvent de petites[Quoi ?] peintures.
Elle meurt à Shoreham-by-Sea en 1996.